# Lorenzkurvan

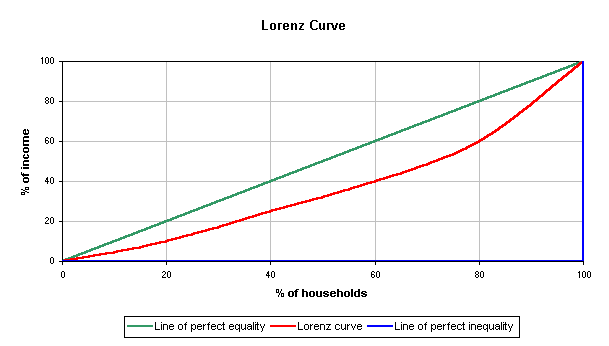
Grön linje: perfekt jämlikhet
Blå linje: perfekt ojämlikhet
Röd linje: Lorenzkurvan i det aktuella fallet

Lorenzkurvan är en kurva som utvecklades av den amerikanske ekonomen Max O. Lorenz år 1905, för att beskriva ett lands inkomstfördelning. Detta görs genom att visa den kumulativa procenten av nationens inkomster mot den kumulativa procenten av dess invånare. På X-axeln visas andel hushåll, och på y-axeln visas andel inkomst. Formen av kurvan visar inkomstfördelningen och inkomstojämlikheterna.
Vid perfekt jämlikhet - när linjen är exakt 45 grader - har lika många procent av hushållen lika många procent av inkomsterna, det vill säga 4 % av befolkningen har 4 % av alla inkomster. Perfekt ojämlikhet är när 0 % (eller i praktiken en person) äger 100 % av alla tillgångar. Inget av dessa värden förekommer i några länder, men linjen för perfekt jämlikhet brukar sättas ut i jämförelsesyfte. Varje punkt på kurvan visar ett påstående i stil med "de 20 % med lägst inkomster har 10 % av alla inkomster".
Förhållandet mellan den area som ligger mellan ett lands Lorenzkurva och linjen för den perfekta jämlikheten och den area som ligger under linjen för den perfekta jämlikheten utgör Ginikoefficienten. Eftersom arean under den räta linjen är lika med 0,5 kan man också uttrycka det som att Ginikoefficienten är dubbla arean av det mellanliggande området. Ju större avståndet är från den perfekta jämlikhetskurvan till landets Lorenzkurva, desto större är Ginikoefficienten och därmed desto större ojämlikheten i landets inkomstfördelning.